# Загорски партизански одред
Загорски (Крапински) народноослободилачки партизански (НОП) одред је био партизанска јединица у саставу Народноослободилачке војске и партизанских одреда Југославије током Другог светског рата у Хрватској. 

## Историјат
Формиран је 5. октобар 1943. у селу Самболићима-Селница, јужно од Златара, од партизанских група Златара, Крапине, Преграде и Клањца. При формирању имао је два батаљона (205 бораца), а 24. октобра формиран је и 3. батаљон. Дејствовао је у Загорју и на прилазима Загребу. Значајније борбе против усташа и домобрана водио је код Клањца 18. октобра и код Јесењског Церја 1. децембра, против Немаца код Радобоја 30. јануара 1944. и 3. фебруара. Под притиском надмоћних немачких и усташких снага Одред је принуђен да се 24. фебруара повуче на Калник, а већ 11. марта између Луке и Велико Трговишћа (на прузи Загреб—Забок) напао је транспорт с немачким и домобранским војницима (погинуло или се утопило у Крапини 65, а заробљено 97 непријатељевих војника). Одред се истакао у борбама против усташа код села Врбна (Лепоглава) 17. априла. Дао је 10. маја 1944. два батаљона за формирање Загорске бригаде, па је 11. августа поновно формирао 2. батаљон, а у септембру 3. батаљон. У селу Великом Трговишћу 9. септембра Одред је разбио усташко-домобранску посаду. До краја 1944. и у 1945. изводи успешне акције на мање усташке и домобранске снаге око Крапине, Забока, Луковчака и Света Три Краља (код Клањца). У октобру 1944. дао је 2. батаљон за попуну Загорске бригаде, а у децембру један батаљон за попуну јединица КНОЈ. Расформиран је 14. априла 1945, а његовим људством попуњене су јединице 10. корпуса Југословенске армије.